# Richard van der Meer
Richard van der Meer (19 september 1960) is een Nederlands voormalig voetballer die als verdediger speelde. Hij speelde zijn gehele carrière voor AZ '67.

## Loopbaan
Van der Meer begon bij DOSR voor hij op negentienjarige leeftijd bij AZ '67 kwam. In 1978 kwam hij bij de eerste selectie. Van der Meer werd aanvoerder van het team. Hij kwam in totaal tot 189 wedstrijden. Met AZ werd Van der Meer in het seizoen 1980/81 landskampioen en won hij de KNVB beker. Ook in het seizoen 1981/82 won hij met AZ de KNVB beker. Van der Meer was basisspeler in de uitwedstrijd in de finale van de UEFA Cup 1980/81 die door AZ over twee wedstrijden verloren werd van Ipswich Town. In december 1984 leverde hij zijn contract in omdat hij zag dat het succesvolle team steeds meer ontmanteld werd. Hij was Nederlands jeugdinternational en nam deel aan het Europees kampioenschap voetbal onder 18 - 1979.
Doelmannen: De Koning · Treijtel

Verdedigers: Anema · Filippo · Hovenkamp · Van der Meer · Metgod · Reijnders · Spelbos · Van Rijnsoever · Steinmann · Weijsters

Middenvelders: Arntz · Gaasbeek · Jonker · Nygaard · Oort · Peters

Aanvallers: Van den Dungen · Kist · Talan · Tol · Welzl